# Ichinomiya-ji
Pour les articles homonymes, voir Ichinomiya (homonymie).
Ichinomiya-ji (一宮寺) est un temple bouddhiste Shingon situé à Takamatsu dans la préfecture de Kagawa au Japon. C'est le 83e des 88 temples de la route du pèlerinage de Shikoku. Il aurait été fondé par le prêtre Gien (義淵) pendant l'ère Taihō (701-704).

## Galerie

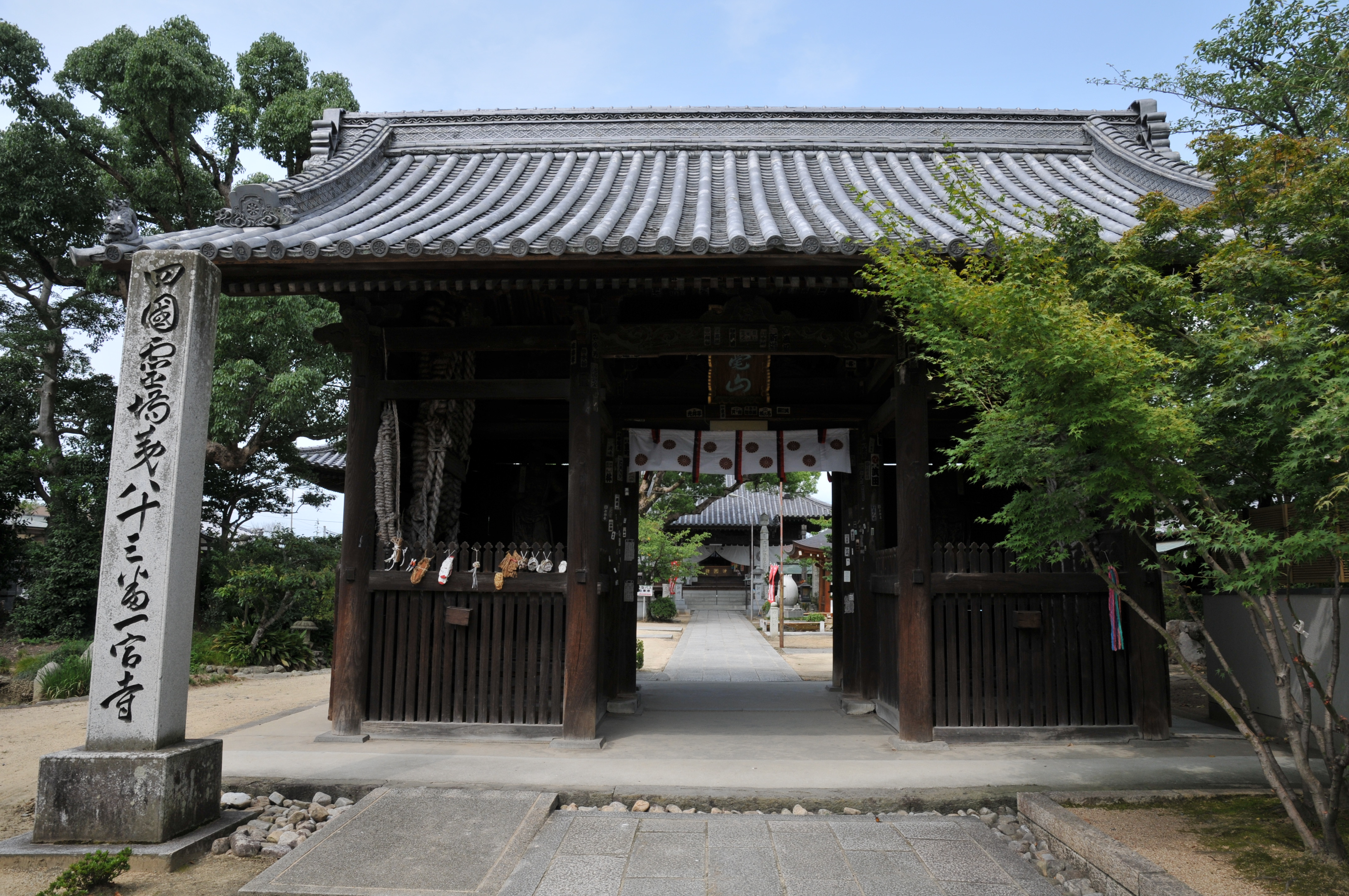
La porte du temple.
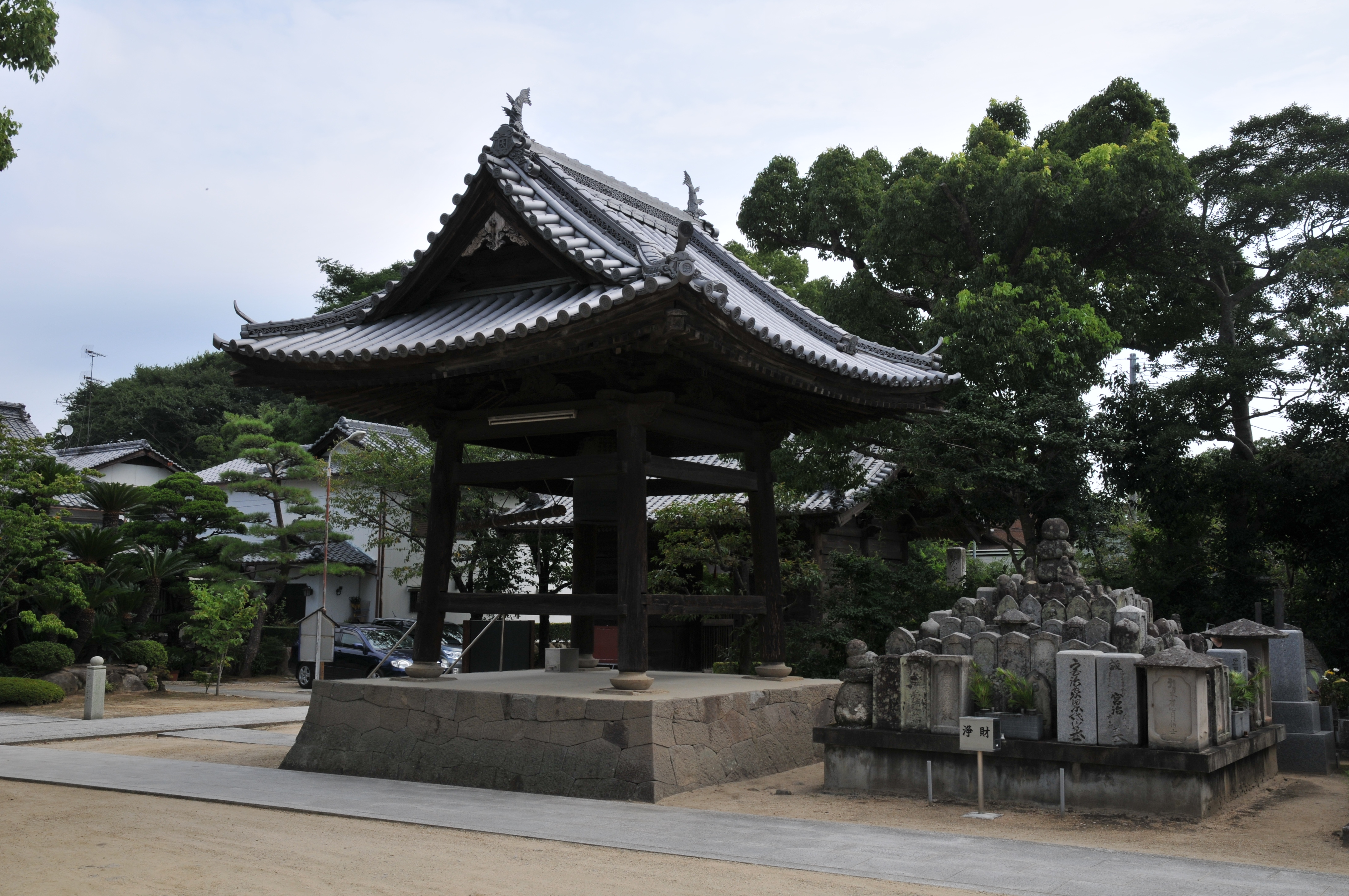
Shōrō.
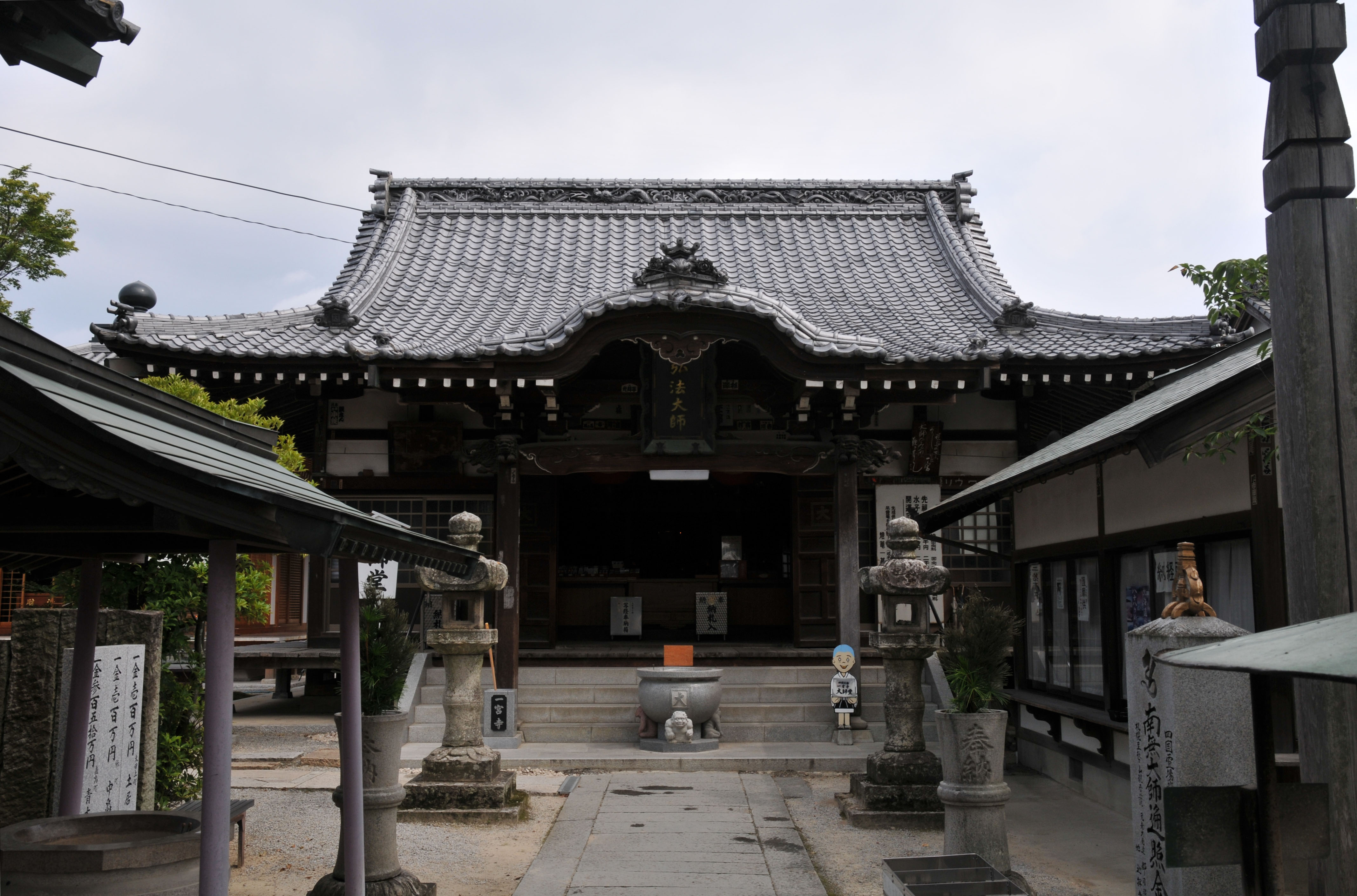
Daishi-dō.